# Valle de San Nicolás
|  |

El Valle de San Nicolás, a veces conocido como Altiplano de Oriente, es una meseta localizada en la cordillera central de los Andes, al Oriente del departamento de Antioquia, Colombia. En este valle altiplánico se localizan 9 municipios: Rionegro, Guarne, El Carmen de Viboral, El Retiro, El Santuario, Marinilla, La Ceja, La Unión, y San Vicente Ferrer.
Tiene un área aproximada de 1830 km² y altitudes que varían entre los 1900 y los 2600 metros sobre el nivel del mar. Su temperatura oscila entre 7 y 22 °C. Su vocación es comercial, agrícola y ganadera. 